# Žerůtky (Blanskói járás)
Žerůtky község Csehországban, a Blanskói járásban. Žerůtky Dlouhá Lhota, Býkovice, Štěchov, Lysice és Kunčina Ves településekkel határos. Lakosainak száma 83 fő (2024. január 1.).

## Népesség
A település lakosságának változását az alábbi diagram mutatja:
| Lakosok száma | 203  | 224  | 180  | 135  | 83   | 65   | 62   | 76   | 79   | 83   |
|               | 1869 | 1890 | 1921 | 1950 | 1980 | 2001 | 2017 | 2019 | 2022 | 2024 |